# Goethes Erben
Goethes Erben är en tysk musikgrupp som grundades 1989 av Oswald Henke och Peter Seipt. Efter Dark Wave och Goth-stil blev de i mitten av 1990-talet mer rock- och avantgarde-inspirerade.

## Diskografi
Studioalbum
- Das Sterben ist ästhetisch bunt (1992)
- Der Traum an die Erinnerung (1992)
- 1. Kapitel (1994)
- Tote Augen sehen Leben (1994)
- Goethes Erben (1995)
- Schach ist nicht das Leben (1997)
- Kondition: Macht! (1998)
- Gewaltberechtigt? (1999)
- Nichts bleibt wie es war (2001)
- Dazwischen (2005)
- Am Abgrund (2018)